# 庄司捷彦
庄司 捷彦（しょうじ かつひこ、1943年8月30日 - ）は、日本の弁護士・詩人。仙台弁護士会所属。自由法曹団所属。

## 人物
- 宮城県石巻市出身。宮城県仙台第一高等学校、中央大学法学部卒業。1974年に弁護士登録。80年に石巻市に庄司法律事務所開設。
- 祖父作五郎も弁護士。父は水産講習所[1]助教授の庄司東助[2]。
- 布施辰治の研究をしており、韓国に渡り現地の弁護士団と交流を深めたり、東北地方の地方新聞河北新報に布施辰治の連載を掲載するなど活動している。
- 日本共産党員で、石巻市長選、宮城県知事選に立候補した経歴がある。知事選では浅野史郎と戦った[3]。
- 詩人会議に所属し、詩集を出版している[4]。ペンネームはみちのく赤鬼人。
- 原発の危険から住民の生命と財産を守る会会長。国民救援会宮城県本部会長。

## 著作
- みちのく赤鬼人『詩による布施辰治との対話・・・韓国での五日間・・・』（現代印刷、2008年）18作品
- みちのく赤鬼人『たったひとつが見えますか』（あかつき印刷、2007年）24作品
- みちのく赤鬼人『巡礼の旅・・・チェルノブイリ・・・』（現代印刷出版、2006年）、17作品
- みちのく赤鬼人『レジスタンス宣言3勇者の伝説』（明るい民主県政をつくる県民の会、2005年）9作品
- みちのく赤鬼人『レジスタンス宣言2野の聲』（現代印刷出版、2005年）14作品
- みちのく赤鬼人『レジスタンス宣言』（現代印刷出版、2003年）4作品
- みちのく赤鬼人『炎たつ我』（明るい民主県政をつくる県民の会、2002年）8作品
- みちのく赤鬼人『志在千里』（光陽出版社、1998年）24作品
- みちのく赤鬼人『無骨讃歌』（みやぎ書房、1995年）18作品